# Велика ненависть (1713—1721)
Велика ненависть (1713-1721) (фін. Isoviha) — російська окупація Фінляндії під час Великої Північної війни у 1713–1721 роках. Вона завершилася після Ништадського договору. Назва «Велика ненависть», з'явилася пізніше в текстах пізніших істориків — у тогочасних джерелах її називають добою російського панування.

## Російське вторгнення
Росіяни захопили Інгрію і незабаром, після битви під Полтавою, в 1710 році — Віїпурі і Кекісалмі та Гельсінкі, Порвоо і Турку в 1713 році. Уся Південна Фінляндія була окупована, коли Карл Густав Армфельдт зазнав поразки під Пелкяне у битві при Костянвірті в 1713 році та Ісоссакіро в битві при Лаполлі в 1714 році.

## Період окупації
За підрахунками у Фінляндії перебувало близько 25 тис. російських солдат. Умови в період окупації в різних частинах Фінляндії були дуже різними. Це було зумовлено адміністративним поділом. Росіяни розділили Фінляндію на Війпурське командування, яке включало Східну Фінляндію, і Західну Фінляндію як Генерал-губернаторство, яке керувалося з Турку.
Згідно з російським способом ведення війни, російські вояки, особливо з іррегулярних підрозділів, грабували у жителів завойованої країни все цінне, що потрапляло під руку. Після окупації Віїпурі російські офіцери і солдати ловили жінок і дітей, яких зустрічали на вулицях, використовували їх як прислугу в своїх будинках. Інколи вони відправляли полонених у свої особняки вглиб Московського царства. Дітей і жінок перевозили до Петербурга, де продавали їх дешевше, ніж звичайних кріпаків.
Згідно з листом генерал-майора Армфельдта, росіяни їздили до і після окупації Віїпурі, грабуючи людей і підпалюючи будівлі в багатьох місцях. Росіяни систематично знищували територію між Віїпурі і Кюмійокі, щоб фінські війська не могли отримати звідти продовольство

### Епідемія чуми
В період Великої ненависті фінів також нищили епідемії. Особливо, бубонна чума («чорна смерть»), яку сучасники називали великою смертю. У той час до Таллінна з Азії прибула епідемія чуми, через що для всіх мандрівників, які приїжджали звідти, був оголошений обов'язковий шеститижневий карантин. За тогочасними переказами, селянин з села Каукола Кімінкартано, який таємно відвідав Таллінн і ухилився від карантинного наказу, приніс чуму до Фінляндії. Чума вразила південну та південно-західну Фінляндію. У Турку городяни викидали з вікон на вулицю померлих від чуми людей, а іноді й тих, хто ще не помер від хвороби. Через це, ще шведський генерал-губернатор Фінляндії граф Карл Нірот наказав людей, які вчинили останню дію, прив'язувати до стовпів і жорстоко шмагати; заможні ж обходилися штрафом у сто срібних талерів. У Турку загинуло близько третини населення — 2 тис. осіб. Чума з'явилась у Гельсінкі 9 жовтня 1710 року. У результаті близько 309 з 1800 жителів міста померли в жовтні і 279 у листопаді, до грудня від чуми померло 10 тис. людей.

### Військова адміністрація 1714–1717
Окупована Фінляндія три роки перебувала під владою Росії . Дія військової адміністрації характеризувалася тимчасовістю, оскільки ніхто не був впевнений у подальшому перебігу війни.
У 1710 році в Східній Фінляндії вже було створено Віїпурську комендатуру, яка увійшла до складу генерал-губернаторства Інгрії і Естонії. Його очолив фаворит Петра І князь Олександр Меншиков. Проте Меншиков, резиденція якого знаходилася у Петербурзі, не дуже втручався у справи підкореної країни. У зв'язку з цим повноваження командування залишалися за головнокомандувачем Виборга. Зона його повної влади включала Південну Карелію і східну Уусимаа до Кимийоки; Заступники командувачів були призначені в повіт Кекісалмі та Саво. Однак деякі з берегової охорони Перешийка спочатку були підпорядковані російському Адміралтейству для берегової оборони. Головнокомандуючими в часи Великої ненависті були Григорій Чернишов та Іван Шувалов.
Після завоювання Західної Фінляндії її військову адміністрацію очолив контр-адмірал Федір Апраксін . В основному він перебував у Росії, а вищим адміністративним органом у Фінляндії був генерал Михайло Голіцин, який оселився в Турку. Під ним були Варсінай-Суомі і Сатакунта; в інших губерніях призначалися коменданти. Серед іншого, вони розповсюджували охоронні листи та ухвалювали рішення про тимчасові податки.
Навіть після 1717 року Виборзька комендатура залишалася під військовим управлінням. Це свідчить про те, що Петро І ще до початку мирних переговорів (1718) вирішив приєднати цей край до Московського царства. Він роздав своїм князям великі земельні ділянки Карелії, але на початку 1720 року скасував свої північні дарування, щоб претендувати на південну частину.

### Цивільне управління 1717–1721
Коли Петро І відмовився від нападу на Швецію, росіяни влітку 1717 року організували цивільну адміністрацію в Західній Фінляндії. На початку червня шведський граф Густав Отто Дуглас, колишній драбант Карла XII, який перейшов на бік Москви після Полтавської битви, став її генерал-губернатором. Офіс генерал-губернаторства Турку був географічно ідентичний попередньому військово-адміністративному району. Формально Західна Фінляндія залишалася під зверхністю військової влади. І контр-адмірал Апраксін, і генерал Голіцин були начальниками Дугласа, який продовжив керувати військовими справами по-старому.
Генерал-губернаторство складалося з п'яти так званих окружних або лагманських рад. Laamannikunta очолював так званий лагман, посада якого відповідала радше володареві землі. Муніципалітетами лам були округи Гельсінкі, Хямеенліннан-Порвоо, Порі, Турку та Вааса, з яких муніципалітет лами Турку очолював генерал-губернатор. Лагмани були в основному балтійськими дворянами, оскільки вони мали досвід шведської адміністративної системи.
Громада лами зазвичай поділялася на трьох-чотирьох, іноді шести доглядачів, так званих вуті або кілахкунта. Адміністратором був поставлений вікарій, чия офіційна сфера, стала церковна адміністрація, а не самоврядування у громаді, як до війни. Збирання податків було організовано по-російськи: митарі були відокремлені від збирачів, якими найчастіше ставали сільські старости. Це могли бути, наприклад, колишні пансіонери або воти. На додаток до платежів зерном, з Фінляндії стягувався кормовий податок для задоволення потреб армії в конях, а також податок на примусову працю, що означало вирубування лісів південної Фінляндії.
Виконувати обов’язки вота чи старости ні для кого не було приємним завданням. Перед ними був поганий вибір, без золотої середини: люди жили небагато і сумнівалися, що староста їх захистить, з іншого боку, росіяни вимагали все без залишку. Щоб уникнути податкової заборгованості, росіяни поставили збирачів податків особисто відповідальними за податкові надходження, а як покарання час від часу накладалися штрафи. Збирачами податків у містах були старости та старости. Московські окупанти, як правило, мали труднощі з організацією цивільної адміністрації та судочинства у Фінляндії, оскільки після втечі Сатильянів відчувався гострий брак компетентних адміністраторів та юристів.

## Терор
Найбільше насильство окупантів проти цивільного населення було в період військового режиму. Найбільш кривавий період терору припав на 1713–1714 роки.
Традиційна фінська історіографія розглядала добу «Великої ненависті», як час повної катастрофи. Після Другої світової війни, під впливом фінляндизації, дослідники вважали такі оцінки перебільшеними. Сучасний історик Кустаа Х.Й. Вілкун, який ознайомився з матеріалами тогочасних судових рішень, листів, різноманітних списків та скарг, виявив, що багато описів і фактів, які вважалися раніше перебільшеними, насправді правдиві. Деякі явища, як наприклад, масові зґвалтування, були навіть применшені.
Однією з причин перебільшень у звітах стала пропаганда, яку проводив шведський уряд під час окупації, яка намагалася підкреслити жорстокість ворога. Таким чином уряд намагався підняти бойовий дух. Однак ефект був протилежним. Багато представників буржуазії та духовенства втекли до Швеції. Крім того, Карл XII наказав урядовцям залишити цю територію. У результаті втечі вся офіційна Фінляндія переїхала до Швеції. На перших етапах окупації селянське населення тікало до прихованих громадських будинків, звідки поверталося на місця проживання, коли обстановка була безпечною. 
Втеча вищого класу похитнуло суспільство в окупованій Фінляндії. Сільське населення не змогло організувати широкий опір московським військам. Окупаційна влада з легкістю вдалася до насильства. Хоча знищення Фінляндії не входило в плани царя Петра, але його війська продовжували тактику випаленої землі, раніше випробувану на балтійських, білоруських та українських землях. Необмежене насильство і знищення ресурсів мало підірвати міць шведської армії та деморалізувати населення, яке її підтримувало. Окупанти палили і руйнували всю країну. Кожне місто у Фінляндії було спалено, а кожна церква – розгромлена. Карелія, Саво та Остроботнія зазнали особливо тяжких втрат, тоді як Уусімаа та Хяме вціліли більше.
Найбільше московських вояків-окупантів було в Західній Фінляндії за весь період «Великої ненависті». Вони міцно тримали під контролем західну Фінляндію, оскільки звідти планували напасти на Швецію. Південно-Східна Фінляндія була знищена не дуже ґрунтовно, тому що її було вирішено приєднати до Московського царства. Найбільших цивільних втрат зазнала Північна Остроботнія, яку цар наказав знищити на глибину до 10 км як буферну зону проти Швеції. Згідно з більш ранніми дослідженнями, близько 5 тис. фінів було вбито під час окупації, приблизно половина з них в Остроботнії. Згідно з останніми дослідженнями, кількість загиблих була значно вищою і доходила до 6100 чоловік.